# Хокејашка лига Србије 2010/11.
Хокејашка лига Србије 2010/11. је пето такмичење организовано под овим именом од стране Хокејашког савеза Србије.

## Клубови
| Клуб          | Град     | Арена                  | Капацитет | Основан |
| ------------- | -------- | ---------------------- | --------- | ------- |
| Партизан      | Београд  | Ледена дворана Пионир  | 2000      | 1948    |
| Црвена звезда | Београд  | Ледена дворана Пионир  | 2000      | 1946    |
| Војводина     | Нови Сад | Ледена дворана СПЕНС   | 1000      | 1957    |
| Спартак       | Суботица | Стадион малих спортова | 4000      | 1945    |

## Систем такмичења
У лиги учествују три клуба који ће међусобно одиграти по осам меча. Партизан ће се као четврти клуб због такмичења у Слохокеј лиги прикључити лиги тек у плеј офу. У плеј офу ће се играти на два добијена меча.

## Распоред и резултати
- 19.11.2010. Војводина - Црвена звезда 4:6 (2:1,0:3,2:2)
- 26.11.2010. Црвена звезда - Спартак 5:0 с.р.
- 03.12.2010. Војводина - Спартак 0:5 с.р.
- 10.12.2010. Црвена звезда - Војводина 5:0 с.р.
- 21.12.2010. Спартак - Црвена звезда 0:5 с.р.
- 28.12.2010. Спартак - Војводина 7:2 (1:1,1:0,5:1)
- 04.01.2011. Црвена звезда - Војводина 0:5 с.р.
- 21.01.2011. Спартак - Црвена звезда 5:0 с.р.
- 28.01.2011. Спартак - Војводина 5:0 с.р.
- 04.02.2011. Војводина - Црвена звезда 3:10 (1:4,1:4,1:2)
- 18.02.2011. Црвена звезда - Спартак 0:5 с.р.
- 25.02.2011. Војводина - Спартак 7:2 (3:0,2:0,2:2)

с.р- службени резултат

## Табела[1]
| #  | Клуб          | ИГ | Д | ДП | ИЗП | ИЗ | ГД | ГП | Б  |
| -- | ------------- | -- | - | -- | --- | -- | -- | -- | -- |
| 1. | Спартак       | 8  | 5 | 0  | 0   | 3  | 29 | 19 | 13 |
| 2. | Црвена звезда | 8  | 5 | 0  | 0   | 3  | 31 | 22 | 12 |
| 3. | Војводина     | 8  | 2 | 0  | 0   | 6  | 21 | 40 | 3  |

ИГ = одиграо, Д = победио, ДП = Победа у продужетку, ИЗП = Пораз у продужетку, ИЗ = изгубио, ГД = голова дао, ГП = голова примио, Б = бодова

## Плеј-оф

### Полуфинале
Црвена звезда - Војводина 2-0
- Војводина - Црвена звезда 6:7
- Црвена звезда - Војводина 10:4 (3:1,2:0,5:3)

### Финале
Спартак - Црвена звезда 0-2
- Црвена звезда - Спартак 7:2
- Спартак - Црвена звезда 0:5 с.р.

### Суперфинале
Партизан - Црвена звезда 2-0
- Партизан - Црвена звезда 4:2 (1:1,3:1,0:0)
- Црвена звезда - Партизан 1:11 (0:3,1:3,0:5)

| Првак Хокејашке лиге Србије 2010/11. |
| ------------------------------------ |
| ХК Партизан 5. титула.               |

1. ↑  Резултати Хокејашке лиге Србије Архивирано на веб-сајту  (19. април 2014) на www.hokej.rs
2. ↑  Укупно петнаеста титула ХК Партизана, рачунајући трофеје освојене у СФРЈ, СРЈ и СЦГ.